# Rui Cova
Rui Cova est un joueur de rink hockey et portugais né le 14 février 1984. Il évolue actuellement au sein du club de Ploufragan.

## Parcours sportif
Arrivé en France en 2013, il participe à deux saisons en Nationale 1 avec le RHC Lyon. En 2014-2015, lors de la période hivernale des transferts, il quitte le club lyonnais pour préféré celui de Ploufragan.

## Palmarès
En 2000, il remporte le championnat d'Europe des moins de 17 ans. Il est champion d'Europe des moins de 20 ans avec la sélection portugaise, ainsi que champion du monde la même année de 2003.